# زنغنه (مقاطعة فسا)
زنغنه (بالفارسية: زنگنه) هي منطقة سكنية تقع في قسم قره‌بلاغ الريفي في إيران. يقدر عدد سكانها بـ 2,854 نسمة .